# Mapoteng Community
Mapoteng Community är en gemenskap i Lesotho.   Den ligger i distriktet Berea, i den centrala delen av landet, 60 km öster om huvudstaden Maseru.